# Christoph Heinrich von der Goltz (Generalleutnant)

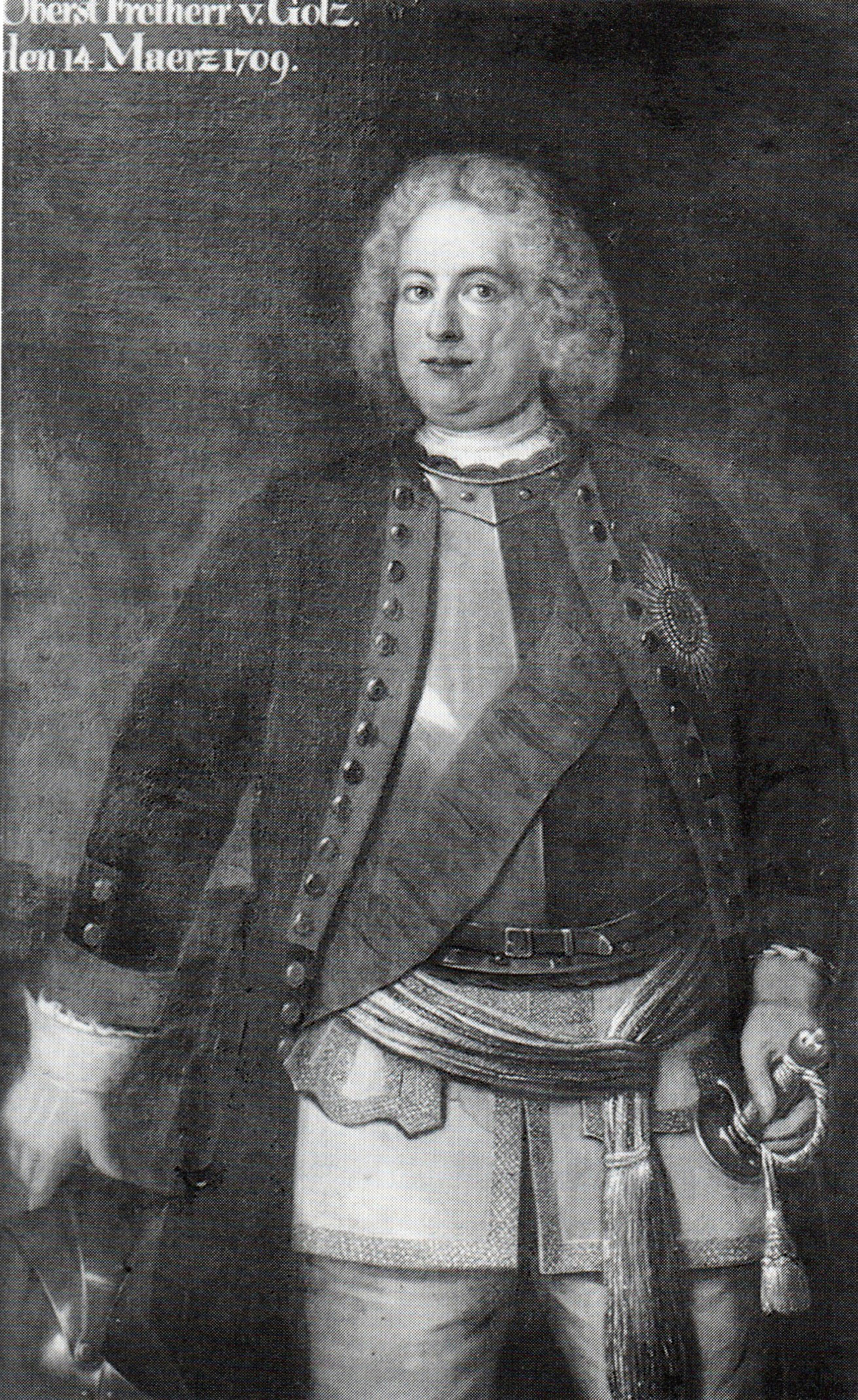
Christoph Heinrich von der Goltz, Ölgemälde von Georg Lisiewski, 1734

Christoph Heinrich von der Goltz (* 25. November 1663 Kürtow; † 8. April 1739 in Magdeburg) war ein preußischer Generalleutnant, Chef des „Regiments Goltz zu Fuß“ und Kommandant von Magdeburg.

## Leben
Christoph Heinrich war der Sohn von Johann von der Goltz (1641–1696) Erbherr auf Hofstädt und Kürtow und dessen Frau Anna Maria, geb. von Güntersberg († 16. Mai 1702).
Goltz nahm 1686 als Leutnant im kurbrandenburgischen Kontingent an der Erstürmung von Ofen teil. Seit 1689 war er Hauptmann im Infanterieregiment Jung-Holstein, kämpfte erneut 1696/97 in Ungarn gegen die Türken und wurde 1697 zum Major befördert. In den Jahren 1702 bis 1713 machte Goltz in den preußischen Truppen, die König Friedrich I. den Habsburgern stellte, die Feldzüge des Spanischen Erbfolgekriegs in Süddeutschland und den Niederlanden mit. In diesen Jahren stieg Goltz 1705 zum Oberstleutnant im Infanterieregiment Markgraf Albrecht und 1709 zum Oberst und Kommandeur des Bataillons Graf Truchseß zu Waldburg auf. König Friedrich Wilhelm I. ernannte ihn 1714 zum Kommandeur des neu aufgestellten Infanterieregiments von Loeben. Während der Belagerung von Stralsund wurde Goltz 1715 Kommandeur des Regiments Markgraf Albrecht. Am 11. September 1720 machte der König Goltz zum Regimentschef des vormaligen Regiments von Coenen in Wittstock und beförderte ihn am 1. Mai 1721 zum Generalmajor. Am 30. Oktober 1731 ernannte er ihn zum Generalleutnant und zum Nachfolger Jakob von Bechefers als Kommandant der Festungsstadt Magdeburg, wobei Goltz dessen Regiment Bechever zu Fuß übernehmen und sein eigenes Regiment an den Kronprinzen Friedrich nach Neuruppin abgeben musste. Am 13. November 1731 erhielt er die Stelle des Drosts zu Reinsberg. Im Polnischen Thronfolgekrieg zog Goltz 1734 an der Spitze seines Regiments zum Rhein.  
Goltz sorgte als Kommandant für den weiteren Ausbau der Stadt und Festung Magdeburg. Besondere Verdienste erwarb er sich 1732 bei der Unterbringung der Salzburger Exulanten, für die ihn König Friedrich Wilhelm I. verantwortlich gemacht hatte. Goltz war Träger des Schwarzen Adlerordens.

## Familie
Goltz heiratete 16. April 1697 Elisabeth Juliane von Bonin (* 1673; † 19. Juli 1755); die Ehe blieb ohne Kinder. Sein Lehen fiel nach seinem Tod an den König zurück. 
Das Paar hatte aber die Pflegetochter Charlotte Louise von dem Borne (* 9. Mai 1735). Diese heiratete Bogislaw Ernst von Bonin (* 1727; † 27. Juli 1797), der dafür das Gut Repzin bekam. Die Ehe wurde am 20. August 1764 wieder geschieden, da sie das Vermögen ihres Mannes verspielt hatte.